# Legislación húngara anti-LGBT de 2021
Las modificaciones a la Ley de protección de la infancia, la Ley de protección de la familia, la Ley de actividades publicitarias comerciales, la Ley de medios de comunicación y la Ley de educación pública, también conocida en los medios de comunicación en inglés como Ley anti-LGBT de Hungría, son una serie de enmiendas legislativas aprobadas casi por unanimidad por el Parlamento húngaro el 15 de junio de 2021, en una votación de 157-1. Los partidos húngaros de la oposición, los grupos de derechos humanos, la UE y Estados Unidos consideran que las enmiendas son restricciones discriminatorias contra las personas LGBT. Por el contrario, la mayoría de los países de la UE de Europa del Este no adoptan una postura pública, aparte de Polonia, que apoya la posición húngara.

## Enmiendas
El miembro del parlamento húngaro Csaba Hende presentó las enmiendas legislativas a la Ley de protección de la infancia, la Ley de protección de la familia, la Ley de actividad publicitaria empresarial, la Ley de medios de comunicación y la Ley de educación pública, que fueron aprobadas casi por unanimidad por la Asamblea Nacional de Hungría el 15 de junio de 2021, por 157 a favor y un voto en contra. Los partidos de oposición La Política Puede Ser Diferente, Partido Socialista Húngaro, DK, Párbeszéd, Momentum y diputados independientes, como Bernadett Szél, Ákos Hadházy y Szabolcs Szabó, boicotearon la sesión y no votaron. Solo un diputado votó en contra, el independiente Sándor Székely, mientras que el partido gobernante Fidesz, el partido de derecha Movimiento por una Hungría Mejor, el partido de extrema derecha Movimiento Nuestra Patria y algunos independientes como Imre Ritter votaron a favor.
La legislación prohíbe la difusión en las escuelas de contenido que se considere que promueve la homosexualidad y la reasignación de género. También restringe la representación LGBT en los medios al prohibir dicho contenido en la televisión diurna. La ley ha provocado protestas en Hungría, así como fuertes críticas de grupos de derechos humanos, la UE y Estados Unidos.
Algunos grupos de derechos LGBT+ lo compararon con la ley rusa contra la propaganda homosexual.

## Reacciones

Declaración de la UE sobre la ley húngara anti-LGBT:
Se unieron a la declaración de la UE
No se unieron a la declaración
No se unieron por la neutralidad de la presidencia de la UE

Bélgica, Países Bajos y Luxemburgo tomaron la iniciativa de realizar una declaración conjunta, a la que pronto se unieron otros 14 Estados miembros de la UE. La declaración condena la ley y la califica como una violación de la Carta de los Derechos Fundamentales de la Unión Europea. También instó a la Comisión Europea a utilizar todas las herramientas a su alcance para garantizar el cumplimiento de las leyes europeas, incluido el recurso al Tribunal de Justicia de las Comunidades Europeas. Italia, Austria, Grecia y Chipre decidieron unirse después del Consejo de Asuntos Generales, donde Hungría no dio aclaraciones satisfactorias sobre las leyes anti-LGBT aprobadas. En respuesta a esta declaración, el canciller húngaro Péter Szijjártó rechazó todas las opiniones negativas e instó a los críticos a leer la ley en su totalidad.
La presidenta de la Comisión Europea, Ursula von der Leyen, expresó su preocupación y tuiteó:

I believe in a Europe which embraces diversity, not one which hides it from our children. No one should be discriminated on the basis of sexual orientation.
Creo en una Europa que abrace la diversidad, no una que la oculte a nuestros niños. Nadie debe ser discriminado por motivos de orientación sexual.

Von der Leyen también dijo que las enmiendas de dichas leyes son una "vergüenza"
La Embajada de los Estados Unidos en Budapest mostró su profunda preocupación por las leyes anti-LGBT y declaró:

The United States stands for the idea that governments should promote freedom of expression and protect human rights, including the rights of members of the LGBTQI+ community.
Estados Unidos defiende la idea de que los gobiernos deben promover la libertad de expresión y proteger los derechos humanos, incluidos los derechos de los miembros de la comunidad LGBTQI+.

El Secretario General de las Naciones Unidas, Antonio Guterres, declaró: “No discrimination is acceptable in any circumstances, and any discrimination against LGBTIQ+ people is totally unacceptable in our modern societies. No se acepta discriminación en ninguna circunstancia, y cualquier discriminación contra las personas LGBTIQ + es totalmente inaceptable en nuestras sociedades modernas”.
El 25 de junio de 2021, la cumbre de líderes de la UE estuvo condicionada por la adopción de la controvertida legislación húngara. El primer ministro de los Países Bajos, Mark Rutte, dijo al primer ministro de Hungría, Viktor Orbán:

If you don’t like it, there is also an alternative: Leave the (European) Union.
Si no le gusta, también hay una alternativa: salir de la Unión (Europea).

En la cumbre, el embajador polaco en Berlín, Andrzej Przylebski, argumentó que era "evidente" que el parlamento húngaro tenía el derecho de proteger a los escolares por ley de tener que lidiar con temas como la homosexualidad y dijo:

This has nothing to do with intolerance, let alone persecuting homosexuals.
Esto no tiene nada que ver con intolerancia, por no hablar de perseguir a los homosexuales.